# 別井友美
別井 友美（べつい ともみ、6月19日 - ）は、日本の女性声優。神奈川県出身。

## 人物
以前はぷろだくしょんバオバブに所属していた。
資格は英語検定準2級、漢字検定準2級、数学検定3級。
特技は関西弁、夢を操作すること。趣味は音楽鑑賞、ドラマ鑑賞、ピアノ、ジャズダンス、映画鑑賞

## 出演

### テレビアニメ
2010年
- しまじろう ヘソカ
- それでも町は廻っている（蒲嶋）
- ドラえもん（テレビ朝日版第2期）（2010年 - 2014年、少年、男子A、飼い主、女の子A、女官）

2011年
- 機動戦士ガンダムAGE（少年）
- 聖痕のクェイサーII（汪震〈子供〉）
- 世界一初恋（アシスタント） - 2シリーズ
- バトルスピリッツ 覇王（観客A、子供）
- 名探偵コナン（学生）

2012年
- エリアの騎士（女子生徒D）

2014年
- 金田一少年の事件簿R（職員）
- 四月は君の嘘（観客）

### Webアニメ
- Starry☆Sky（2010年、女〈2〉）

### ゲーム
- ぱすてるチャイムContinue（2010年、ディアレ）

### ドラマCD
- ZONE00（保健室の教育実習生）
- 八月七日を探して（櫻井、マネージャー、女子B）

### 吹き替え

#### 映画
- 恋人たちのパレード

#### ドラマ
- HAWAII FIVE-0（ジェン）
- フルハウスTAKE2

### ボイスオーバー
- うさぎのウィリーと森のともだち（ウィリー）

### ナレーション
- アップル・スクール ダンス・コネクション・2009（影ナレーション）